# Konstanty Rozwadowski (generał rosyjski)
Konstantin Iwanowicz Rozwadowskij, ros. Константин Иванович Розвадовский (ur. 1814, zm. 1885) – generał piechoty armii Imperium Rosyjskiego, oberpolicmajster warszawski od marca do 12 czerwca 1861 roku, komendant wojenny Warszawy po wybuchu powstania styczniowego, hrabia Imperium Rosyjskiego.
Urodzony na Podolu w rodzinie ziemiańskiej o tradycjach patriotycznych. Od 1830 był junkrem w armii Królestwa Kongresowego w Warszawie. Po wybuchu powstania listopadowego schwytany przy próbie ucieczki na stronę rosyjską. Od 1831 w służbie rosyjskiej. W 1849 roku wziął udział jako pułkownik i dowódca pułku piechoty w tłumieniu powstania węgierskiego, gdzie wyróżnił się okrucieństwem, szczególnie wobec Polaków.
W 1863 mianowany generałem majorem, osobiście torturował podejrzanych o przygotowania powstańcze, był przewodniczącym komisji śledczej na Pawiaku. Później dowodził w walkach w polu z powstańcami styczniowymi. Nagrodzony dobrami skonfiskowanymi powstańcom.